# Instituto Nacional de Metrologia, Qualidade e Tecnologia
O Instituto Nacional de Metrologia, Qualidade e Tecnologia (Inmetro) é uma autarquia federal brasileira, no formato de uma agência executiva, vinculada ao Ministério do Desenvolvimento, Indústria, Comércio e Serviços

## Missão
Viabilizar soluções de infraestrutura da qualidade que adicionem confiança, qualidade e competitividade aos produtos e serviços disponibilizados pelas organizações brasileiras, em prol da prosperidade econômica e bem-estar da nossa sociedade.

## Visão
Ser reconhecido pelo setor produtivo e mercado como uma caixa de ferramentas para superação dos desafios da sociedade 4.0.

## Atuação
Ele atua como Secretaria Executiva do Conselho Nacional de Metrologia, Normalização e Qualidade Industrial (Conmetro), um colegiado interministerial, que é o órgão normativo do Sistema Nacional de Metrologia, Normalização e Qualidade Industrial (Sinmetro).
O Sinmetro, o Conmetro e o Inmetro foram criados pela Lei 5.966, de 11 de dezembro de 1973. Nesta ocasião, o Inmetro substitui o então Instituto Nacional de Pesos e Medidas (INPM), para ampliar significativamente o seu raio de atuação a serviço da sociedade brasileira.
O Inmetro é a interface do Brasil na Convenção do Metro representando o Brasil, ao lados dos INM congêneres, nos Comitês Consultivos do CIPM e, paralelamente, nos grupos de trabalho do Sistema Interamericano de Metrologia (SIM). O Inmetro atua nessas discussões diretamente com o seu corpo técnico  ou através dos dois institutos designados, a saber Instituto de Radioproteção e Dosimetria (IRD) para metrologia das radiações ionizantes e Divisão Serviço da Hora do Observatório Nacional (ON) para tempo e frequência. No campo da metrologia legal, o Inmetro representa o posicionamento nacional junto à Organização Internacional de Metrologia Legal (OIML).  No campo da acreditação, o Inmetro, através da Coordenação Geral de Acreditação (Cgcre) representa o Brasil no International Laboratory Accreditation Cooperation (ILAC) e promove assim a aceitação dados dos Organismos da Avaliação da Conformidade (OAC) acreditados à cobertura pelo ILAC Mutual Recognition Arrangement (ILAC MRA).
A sede administrativa do Inmetro está localizada em Brasília, DF, mas as atividades de laboratório são desenvolvidas no campus localizado no distrito de Xerém, em Duque de Caxias, RJ. Em homenagem ao primeiro presidente da Instituição e idealizador do conjunto de instalações laboratoriais e administrativas em Xerém, o campus passou a ser designado em 2018 "Campus Dr. Armênio Lobo da Cunha Filho". 
Dentre as competências e atribuições do Inmetro, destacam-se:
- Executar as políticas brasileiras de Metrologia e da Avaliação da Conformidade;
- Verificar a observância das normas técnicas e das normas legais, no que se refere às unidades de medida, métodos de medição, medidas materializadas, instrumentos de medição e produtos pré-medidos;
- Manter e conservar os padrões das unidades de medida, assim como implantar e manter a cadeia de rastreabilidade dos padrões das unidades de medida no País conforme preconizado pelo Acordo de Reconhecimento Mútuo do CIPM[3] e a Convenção do Metro, de forma a torná-las harmônicas internamente e compatíveis no plano internacional, visando, em nível primário, à sua aceitação universal e, em nível secundário, à sua utilização como suporte ao setor produtivo, com vistas à qualidade de bens e serviços;
- Fortalecer a participação do Brasil nas atividades internacionais relacionadas com Metrologia e Avaliação da Conformidade, além de promover o intercâmbio com entidades e organismos estrangeiros e internacionais;
- Prestar suporte técnico e administrativo ao Conselho Nacional de Metrologia, Normalização e Qualidade Industrial - Conmetro, bem como aos seus comitês de assessoramento, atuando como sua Secretaria-Executiva;
- Fomentar a utilização da técnica de gestão da qualidade nas empresas brasileiras;
- Planejar e executar as atividades de acreditação (credenciamento) de laboratórios de calibração e de ensaio, de provedores de ensaios de proficiência, de organismos de certificação, de inspeção, de treinamento e de outros, necessários ao desenvolvimento da infraestrutura de serviços tecnológicos no Brasil; e
- Coordenar, no âmbito do Sinmetro, a certificação compulsória e voluntária de produtos, de processos, de serviços e a certificação voluntária de pessoal;
- Apoiar a inovação tecnológica na indústria nacional.

## Histórico
Durante o Primeiro Império, foram feitas diversas tentativas de uniformização das unidades de medir brasileiras. Mas apenas em 26 de junho de 1862, Dom Pedro II promulgava a Lei Imperial nº 1157 e com ela oficializava, em todo o território nacional, o sistema métrico decimal francês. O Brasil foi uma das primeiras nações a adotar o novo sistema, que seria utilizado em todo o mundo.
Com o crescimento industrial do século seguinte, fazia-se necessário criar no país instrumentos mais eficazes de controle que viessem a impulsionar e proteger produtores e consumidores.
Assim, em 1961, foi criado o Instituto Nacional de Pesos e Medidas (INPM), que implantou a Rede Brasileira de Metrologia Legal e Qualidade, o atual Instituto de Pesos e Medidas do Estado de São Paulo (IPEM), e instituiu o Sistema Internacional de Unidades (SI) em todo o território nacional.
Logo, verificou-se que isso não era o bastante. Era necessário acompanhar o mundo na sua corrida tecnológica, no aperfeiçoamento, na exatidão e, principalmente, no atendimento às exigências do consumidor. Era necessária a Avaliação da Conformidade.
Em 1973, em complementação ao Conselho Interministerial de Preços (CIP), nascia então o Instituto Nacional de Metrologia, Normalização e Qualidade Industrial.

## Apoio à inovação
Ao longo das últimas décadas, o Inmetro tem construído uma robusta infraestrutura científica e tecnológica. Com o lançamento, pelo Governo Federal, do Plano Brasil Maior essa infraestrutura passou também a ser empregada no apoio ao desenvolvimento tecnológico e inovação da indústria nacional.
Trabalhando em 42 laboratórios, a instituição conta com 190 doutores e 301 mestres. Em 2011 esses mestres e doutores foram responsáveis pela publicação de 220 artigos científicos em periódicos indexados e pela manutenção de um estoque de 7 patentes.
Dentre as áreas e subáreas científicas nas quais o Inmetro tem capacidade de realizar ensaios, testes e calibrações destacam-se:
- Nanomateriais;
- Biotecnologias;
- Química orgânica;
- Mecânica de precisão;
- Força e atrito;
- Óptica;
- Fluidos;
- Elétrica;
- Acústica;
- Software;

Objetivando otimizar o uso social das capacitações tecnológicas internas, foram criadas duas iniciativas, a Incubadora de Empresas e Projetos e o Parque Tecnológico do Inmetro. Ambas se localizam no Campus do Inmetro que por sua vez localiza-se em Xerém, distrito do Município de Duque de Caxias na baixada fluminense.

## Marca Inmetro
A marca institucional do Inmetro é registrada no Instituto Nacional da Propriedade Industrial (INPI), garantindo sua propriedade. O manual de uso da marca está disponível no site.
O Certificado de Registro de Marca nº 821105124, tem como característica os serviços de regulamentação metrológica, verificação e fiscalização de instrumentos de medição e mercadorias pré-medidas, manutenção e disseminação dos padrões das unidades de medida, referenciando-os, direta ou indiretamente aos padrões internacionais.